# Gustav Wulz
Adolf Gustav Wulz (* 21. Mai 1899 in Rosenheim; † 6. Februar 1981 in Erlangen) war ein deutscher Archivar.

## Werdegang
Gustav Wulz studierte von 1918 bis 1922 in München Zahnmedizin und wurde 1925 zum Dr. med. dent. promoviert, ehe er von 1927 bis 1930 ein Studium der Geschichte absolvierte und von 1929 bis 1932 die Ausbildung für den höheren Archivdienst durchlief. Während seines Studiums wurde er 1919 in München Mitglied der Schwarzburgbund-Verbindung Herminonia. Vom 1. April 1932 bis zu seiner Pensionierung im Rang eines Oberarchivrats war Wulz 32 Jahre lang Leiter des Stadtarchivs, der Stadtbibliothek und des Stadtmuseums der bayerischen Kreisstadt Nördlingen. Wulz verfasste mehr als 180 Beiträge und Aufsätze zu Stadt-, Bau- und Heimatgeschichte, vor allem in den Jahrbüchern des Historischen Vereins für Nördlingen und das Ries, der Zeitschrift Der Daniel – Nordschwaben und der Zeitungsbeilage Der Rieser Heimatbote.

## Ehrungen
- 1965: Verdienstkreuz 1. Klasse der Bundesrepublik Deutschland
- 1977: Silberne Bürgermedaille der Stadt Nördlingen